# Always Remember Us This Way
"Always Remember Us This Way" é uma canção gravada pela cantora e compositora norte-americana Lady Gaga para o filme A Star Is Born e para a trilha homônima. Composta por Lady Gaga, Natalie Hemby, Hillary Lindsey e Lori McKenna, foi produzida por Dave Cobb e Lady Gaga, recebendo aclamação generalizada da crítica.
A canção recebeu aclamação dos críticos da música e, em termos comerciais, atingiu o topo das paradas musicais da Islândia, bem como as dez primeiras posições na Bélgica, Hungria, Irlanda, Noruega, Portugal, Escócia, Suécia, Suíça, Luxemburgo e Eslováquia. Na Dinamarca, Estônia, França, Malásia e República Checa, permaneceu no topo das vinte primeiras músicas. Além disso, alcançou a mesma posição na Austrália e Nova Zelândia, angariando a certificação de platina dos países respectivos.

## Antecedentes
"Always Remember Us This Way" foi escrita por Lady Gaga, Natalie Hemby, Hillary Lindsey e Lori McKenna, sendo produzida por Dave Cobb e Gaga. A canção contém, ainda, vocais de apoio de Hemby, Lindsey e McKenna. Bradley Cooper entrou em contato com Crobb para criar a sonoridade do álbum após ouvir seu último trabalho. Cobb, portanto, viajou a Los Angeles e encontrou Gaga e Cooper para uma sessão de composição. Na sessão, tocou "Maybe It's Time", canção escrita por Jason Isbell, a qual impressionou os artistas e ajudou a definir a sonoridade da trilha sonora. Seguidamente, convidaram Hemby, Lindsey e McKenna para começarem a compor as músicas.
Lançada em 21 de novembro de 2018 como segundo single do álbum na África do Sul, por intermédio da Interscope Records, foi adicionada na lista de reprodução da BBC Radio 2 três dias depois. Em 4 de janeiro de 2019, a canção foi enviada às rádios da Itália. Um videoclipe para a canção havia sido lançado antes da promoção radiofônica, no qual Gaga canta a faixa após ser apresentada a Jackson no palco. A canção recebeu, além disso, um vídeo vertical como promoção no Spotify..

## Recepção crítica
Jon Pareles, do The New York Times, descreve a canção como "heroica", com performance marcante semelhante a Elton John. Brittany Spanos, da Rolling Stone, juntamente com Emily Yahr, do jornal The Washington Post, descreveram conjuntamente a canção como "explosiva" e "perturbadora", respectivamente. Maeve McDermott, do USA Today, classificou a canção como "a entrada mais intrigante" de toda a trilha sonora. Para o mesmo jornal, Patrick Ryan afirmou que a canção "está no mesmo nível de "Speechless" (2009) e "Dope" (2013), sendo "uma das melhores baladas de Gaga". Joey Morona, do The Plain Dealer, considerou a canção como "um marco considerável de sua habilidade e controle vocais, que estão em uma lenta e sincera exibição."

## Desempenho comercial
Após o lançamento da trilha sonora, "Always Remember Us This Way" alcançou a segunda posição da Billboard Digital Songs dos Estados Unidos. Consecutivamente, estreou na quadragésima primeira posição da Billboard Hot 100 dos Estados Unidos, permanecendo por nove semanas totais na parada. Até fevereiro de 2019, a canção havia vendido 248 000 cópias nos Estados Unidos e 71 milhões de streams acumulados. Na Canadian Hot 100, a canção estreou na trigésima segunda posição; na Digital Songs do mesmo país, estreou na segunda posição. Na Austrália, estreou na décima oitava posição da ARIA Singles Chart, subindo para a décima segunda posição na semana seguinte. No mesmo país, a canção recebeu a certificação de platina da Australian Recording Industry Association (ARIA) pela vendagem de mais de 70 mil cópias.  Similarmente, na Nova Zelândia, a canção estreou na trigésima nona posição e, após algumas semanas, subiu para a décima quarta posição. No país, a canção recebeu certificação de platina da Recorded Music NZ (RMNZ) pela vendagem de mais de 30 mil cópias
No Reino Unido, a canção estreou na trigésima nona posição da UK Singles Chart com um total de 11 029 cópias vendidas. Na terceira semana, subiu para a vigésima quinta posição após vender 16 815 cópias, estando presente nas cem posições por onze semanas. Na Irlanda, a canção atingiu a terceira posição das paradas musicais em sua terceira semana de contagem. Na mesma semana, "Shallow" se manteve no topo da Irish Singles Chart, enquanto "I'll Never Love Again" alcançou as dez primeiras posições. Na Escócia, Suécia e Suíça, "Always Remember Us This Way" também alcançou as dez primeiras posições das paradas musicais.

## Créditos
Todo o processo de elaboração de "Shallow" atribui os seguintes créditos:
Gravação e publicação
- Gravada no Coachella Valley Music and Arts Festival e no EastWest Studios (Los Angeles, Califórnia
- Mixada no Electric Lady Studios (Nova Iorque)
- Masterizada no Sterling Sound Studios (Nova Iorque)
- Publicada pela Sony/ATV Songs LLC / Happygowrucke/Creative Pulse Music/These Are Pulse Songs (BMI).

Produção
| - Lady Gaga – composição, produção, vocais principais, piano - Natalie Hemby – composição - Hillary Lindsey – composição - Lori McKenna – composição - Dave Cobb – produção - Gena Johnson – gravação - Eddie Spears – gravação - Bo Bodnar – assistência de gravação | - Benjamin Rice – gravação adicional - Tom Elmhirst – mixagem - Brandon Bost – engenharia de mixagem - Randy Merrill – masterização de áudio - Chris Powell – bateria - Brian Allen – baixo - Maestro Lightford – teclados - LeRoy Powell – pedal steel |